# Serie A 1936/1937
Soutěžní ročník Serie A 1936/1937 byl 37. ročník nejvyšší italské fotbalové ligy a 8. ročník pod názvem Serie A. Konal se od 13. září 1936 do 16. května 1937. Soutěž vyhrál počtvrté ve své klubové kariéře a obhájce minulé sezony Boloňa.
Nejlepším střelcem se stal italský hráč Silvio Piola (Lazio), který vstřelil 21 branek.

## Události

### Před sezonou
Nováčci z druhé ligy byly vítězné kluby Lucchese, které naposledy v nejvyšší lize hrála v sezoně 1922/23 a Novara, ta naposledy hrála v sezoně 1928/29. 
Fotbalovou kariéru ukončila spousta hráčů: Gianni (Boloňa), Virginio Rosetta (Juventus), Castellazzi (Ambrosiana-Inter) a Pastore (Řím). Obhájci titulu z Boloně přivedli brankáře Ceresoliho (Ambrosiana-Inter) a Juventus se posílil o brankáře Amorettiho (Fiorentina). Bianconeri opustil Serentoni (Řím). Velké změny udělala Ambrosiana-Inter, která koupila 20letého Locatelliho a také brankáře Peruchettiho (oba Brescia), přišel i Ferraris (Neapol) a útočník Frossi (L'Aquila). Naopak odešel Alfredo Pitto (Livorno), domů do Argentiny se vrátil Demaría, do Uruguaye Mascheroni, Faccio i Porta. Také městský rival Milán vyměnil soupisku, když přišli Rivolta (Neapol) a ze 3. ligy Boffi (Seregno) a Capra (Fanfulla). Velkou ztrátou byl odchod Arcariho, který posílil Janov. Do Janova přišli ještě Scarabello (Spezia) a Perazzolo (Fiorentina), kteří nahradili Libonattiho (Rimini) a Vojaka (Lucchese). Do Francie odešli hrát Orlandini, Stábile a Evaristo. Dresy vyměnili ještě Attilio Ferraris (Lazio za Bari), Virgilio Felice Levratto (Lazio za Savonu), Elvio Banchero (Bari za Alessandrii) a Giuseppe Cavanna (Neapol za Benevento).

### Během sezony
Obhájce titulu z minulé sezony Boloňa se dostala již od záčátku do předních pozic a s Turínem se nejdříve přetahovaly o vedení v tabulce. Uprostřed sezony bylo ve vedení Lazio, ale jen na jedno kolo. Od 18. kola se do vedení dostala opět Boloňa a do konce sezony ji udržela. Klub tak získal svůj čtvrtý titul a druhý po sobě. Na 2. místě skončilo o tři body Lazio, což bylo nejlepší umístění v Serii A a 3. místo obsadilo Turín, které mělo o čtyři body méně než mistr ligy.
V zóně sestupu se od začátku sezony pohybovaly kluby Alessandria, Novara, Sampierdarenese a také Neapol. Prvním zachráněným se stal Neapol a naopak prvním jasným sestupujícím Alessandria, které poprvé ve své klubové historii sestoupilo. V posledním kole se Sampierdarenese zachránilo výhrou nad Neapolí a tak druhým sestupujícím byla Novara, která byla nováčkem soutěže.

## Účastníci
| Klub             | Město       | Stadion                 | Trenér                                                                                    | Nejlepší střelec                      |
| ---------------- | ----------- | ----------------------- | ----------------------------------------------------------------------------------------- | ------------------------------------- |
| Alessandria      | Alessandria | Campo del Littorio      | Karl Stürmer (1.–13. kolo) Elvio Banchero                                                 | Luciano Robotti (6)                   |
| Ambrosiana-Inter | Milán       | Arena Civica            | Armando Castellazzi                                                                       | Giuseppe Meazza, Annibale Frossi (11) |
| Bari             | Bari        | Stadio della Vittoria   | Tony Cargnelli                                                                            | Alcide Ivan Violi (8)                 |
| Boloňa           | Boloňa      | Stadio del Littoriale   | Árpád Weisz                                                                               | Carlo Reguzzoni (12)                  |
| Fiorentina       | Florencie   | Stadio Giovanni Berta   | Guido Ara                                                                                 | Vinicio Viani (10)                    |
| Janov            | Janov       | Stadio Luigi Ferraris   | Hermann Felsner                                                                           | Alfredo Marchionneschi (15)           |
| Juventus         | Turín       | Stadio Benito Mussolini | Virginio Rosetta                                                                          | Guglielmo Gabetto (17)                |
| Lazio            | Řím         | Stadio Nazionale        | József Viola                                                                              | Silvio Piola (21)                     |
| Lucchese         | Lucca       | Stadio del Littorio     | Ernő Erbstein                                                                             | Elpidio Coppa, Danilo Michelini (13)  |
| Milán            | Milán       | Campo San Siro          | Adolfo Baloncieri (1.–10. kolo) William Garbutt                                           | Egidio Capra (12)                     |
| Neapol           | Neapol      | Stadio Partenopeo       | Angelo Mattea                                                                             | Gino Rossetti, Antonio Ferrara (6)    |
| Novara           | Novara      | Stadio del Littorio     | Rudolf Soutschek (1.–10. kolo) Adolfo Baloncieri                                          | Ezio Rizzotti, Otello Torri (13)      |
| Řím              | Řím         | Campo Testaccio         | Luigi Barbesino                                                                           | Domenico D'Alberto (7)                |
| Sampierdarenese  | Janov       | Stadio del Littorio     | István Mészáros                                                                           | Angelo Bollano (6)                    |
| Turín            | Turín       | Stadio Filadelfia       | Gyula Feldmann                                                                            | Pietro Buscaglia (17)                 |
| Triestina        | Terst       | Campo del Littorio      | István Tóth (1.–3. kolo) Lajos Kovács (4.–9. kolo) Elio Loschi (10.–15. kolo) Jenő Konrád | Luigi Busidoni (7)                    |

## Tabulka
| Poř. | Tým              | Z  | V  | R  | P  | VG | OG | B  |
| ---- | ---------------- | -- | -- | -- | -- | -- | -- | -- |
| 1.   | Boloňa           | 30 | 15 | 12 | 3  | 45 | 26 | 42 |
| 2.   | Lazio            | 30 | 17 | 5  | 8  | 56 | 42 | 39 |
| 3.   | Turín            | 30 | 13 | 12 | 5  | 50 | 25 | 38 |
| 4.   | Milán            | 30 | 13 | 10 | 7  | 39 | 29 | 36 |
| 5.   | Juventus         | 30 | 12 | 11 | 7  | 53 | 31 | 35 |
| 6.   | Janov            | 30 | 11 | 11 | 8  | 51 | 36 | 33 |
| 7.   | Ambrosiana-Inter | 30 | 9  | 13 | 8  | 43 | 35 | 31 |
| 8.   | Lucchese         | 30 | 9  | 13 | 8  | 39 | 43 | 31 |
| 9.   | Fiorentina       | 30 | 9  | 12 | 9  | 34 | 32 | 30 |
| 10.  | Řím              | 30 | 10 | 7  | 13 | 36 | 45 | 27 |
| 11.  | Bari             | 30 | 9  | 9  | 12 | 35 | 45 | 27 |
| 12.  | Triestina        | 30 | 7  | 12 | 11 | 29 | 36 | 26 |
| 13.  | Neapol           | 30 | 8  | 8  | 14 | 31 | 39 | 24 |
| 14.  | Sampierdarenese  | 30 | 6  | 10 | 14 | 32 | 46 | 22 |
| 15.  | Novara           | 30 | 8  | 5  | 17 | 43 | 62 | 21 |
| 16.  | Alessandria      | 30 | 8  | 2  | 20 | 23 | 67 | 18 |

Poznámky
- Z = Odehrané zápasy; V = Vítězství; R = Remízy; P = Prohry; VG = Vstřelené góly; OG = Obdržené góly; B = Body
- za výhru 2 body, za remízu 1 bod, za prohru 0 bodů.
- při rovnosti bodů rozhodoval rozdíl mezi vstřelených a obdržených branek.

|  | Mistr ligy + kvalifikoval se na Středoevropský pohár 1937 |
|  | Kvalifikoval se na Středoevropský pohár 1937              |
|  | Sestup do Serie B                                         |

## Statistiky

### Výsledková tabulka
|             | Alessandria | Ambrosiana | Bari | Boloňa | Fiorentina | Janov | Juventus | Lazio | Lucchese | Milán | Neapol | Novara | Řím | Sampier. | Turín | Triestina |
| ----------- | ----------- | ---------- | ---- | ------ | ---------- | ----- | -------- | ----- | -------- | ----- | ------ | ------ | --- | -------- | ----- | --------- |
| Alessandria | –           | 0:3        | 0:2  | 0:1    | 1:0        | 2:1   | 1:0      | 1:5   | 1:0      | 1:3   | 2:0    | 1:3    | 5:3 | 1:0      | 0:0   | 0:0       |
| Ambrosiana  | 3:0         | –          | 2:2  | 0:1    | 2:2        | 0:1   | 2:0      | 2:2   | 2:2      | 1:1   | 2:2    | 3:1    | 2:1 | 1:1      | 1:0   | 1:2       |
| Bari        | 2:1         | 1:1        | -    | 0:1    | 1:1        | 1:0   | 1:1      | 0:2   | 2:0      | 2:0   | 3:1    | 4:1    | 1:0 | 0:1      | 0:0   | 4:0       |
| Boloňa      | 4:0         | 1:0        | 2:2  | –      | 1:1        | 4:4   | 1:1      | 1:1   | 0:0      | 2:0   | 2:1    | 5:1    | 1:0 | 4:1      | 0:1   | 2:0       |
| Fiorentina  | 1:0         | 1:0        | 1:0  | 0:0    | –          | 1:2   | 2:2      | 5:1   | 2:2      | 1:2   | 1:1    | 1:0    | 2:0 | 2:1      | 1:0   | 2:1       |
| Janov       | 4:0         | 1:2        | 3:1  | 0:1    | 1:1        | –     | 1:1      | 4:1   | 1:1      | 0:1   | 0:1    | 5:1    | 3:1 | 1:1      | 2:2   | 4:3       |
| Juventus    | 4:1         | 1:1        | 2:0  | 0:0    | 3:0        | 2:2   | –        | 6:1   | 1:1      | 2:0   | 2:0    | 1:1    | 5:1 | 3:1      | 0:1   | 0:0       |
| Lazio       | 4:0         | 1:0        | 3:1  | 0:0    | 2:1        | 2:1   | 1:0      | –     | 2:1      | 3:0   | 4:0    | 1:0    | 0:1 | 1:0      | 0:0   | 2:1       |
| Lucchese    | 1:0         | 1:0        | 0:0  | 2:2    | 1:1        | 2:2   | 1:1      | 1:0   | –        | 0:0   | 3:2    | 3:1    | 5:1 | 1:0      | 3:1   | 1:1       |
| Milán       | 4:1         | 1:1        | 4:0  | 1:0    | 1:0        | 2:2   | 3:4      | 5:3   | 3:0      | –     | 1:0    | 2:0    | 1:0 | 2:2      | 0:0   | 0:0       |
| Neapol      | 2:0         | 2:1        | 3:0  | 0:1    | 1:0        | 0:0   | 0:1      | 3:5   | 4:2      | 0:1   | –      | 4:0    | 0:0 | 0:2      | 1:1   | 0:0       |
| Novara      | 3:4         | 3:5        | 1:1  | 4:0    | 2:1        | 1:0   | 0:2      | 2:4   | 1:2      | 1:0   | 0:0    | –      | 5:1 | 3:3      | 0:0   | 2:1       |
| Řím         | 1:0         | 0:0        | 5:2  | 0:1    | 2:2        | 0:0   | 3:1      | 3:1   | 3:0      | 0:0   | 1:0    | 1:0    | –   | 3:0      | 1:1   | 1:3       |
| Sampier.    | 5:0         | 2:2        | 2:0  | 2:2    | 1:1        | 0:2   | 2:6      | 0:2   | 3:0      | 0:0   | 0:2    | 2:1    | 0:1 | –        | 0:1   | 0:0       |
| Turín       | 5:0         | 1:2        | 6:1  | 3:3    | 0:0        | 1:3   | 2:1      | 2:2   | 2:2      | 3:1   | 3:0    | 4:1    | 2:0 | 4:0      | –     | 2:0       |
| Triestina   | 3:0         | 1:1        | 1:1  | 1:2    | 1:0        | 0:1   | 1:0      | 1:0   | 4:1      | 0:0   | 1:1    | 1:4    | 2:2 | 0:0      | 0:2   | –         |

### Střelecká listina
| Pořadí | Jméno                  | Klub     | Branky |
| ------ | ---------------------- | -------- | ------ |
| 1.     | Silvio Piola           | Lazio    | 21     |
| 2.     | Guglielmo Gabetto      | Juventus | 18     |
| 3.     | Pietro Buscaglia       | Turín    | 17     |
| 4.     | Felice Borel           | Juventus | 16     |
| 4.     | Alfredo Marchionneschi | Janov    | 16     |
| 6.     | Umberto Busani         | Lazio    | 15     |
| 7.     | Danilo Michelini       | Lucchese | 13     |
| 7.     | Elpidio Coppa          | Lucchese | 13     |
| 7.     | Otello Torri           | Novara   | 13     |
| 10.    | Egidio Capra           | Milán    | 12     |
| 10.    | Carlo Reguzzoni        | Boloňa   | 12     |

## Vítěz
| Serie A Vítěz pro rok 1936/37 |
| ----------------------------- |
| Bologna FC 1909               |
|                               |